# تپه سید بلاغی
تپه سید بلاغی مربوط به دوران‌های تاریخی پس از اسلام است و در استان قزوین شهرستان تاکستان، بخش مرکزی روستای سراس واقع شده و این اثر در تاریخ ۲۵ اسفند ۱۳۷۹ با شمارهٔ ثبت ۳۱۳۲ به‌عنوان یکی از آثار ملی ایران به ثبت رسیده است.